# Gnomenbrunnen

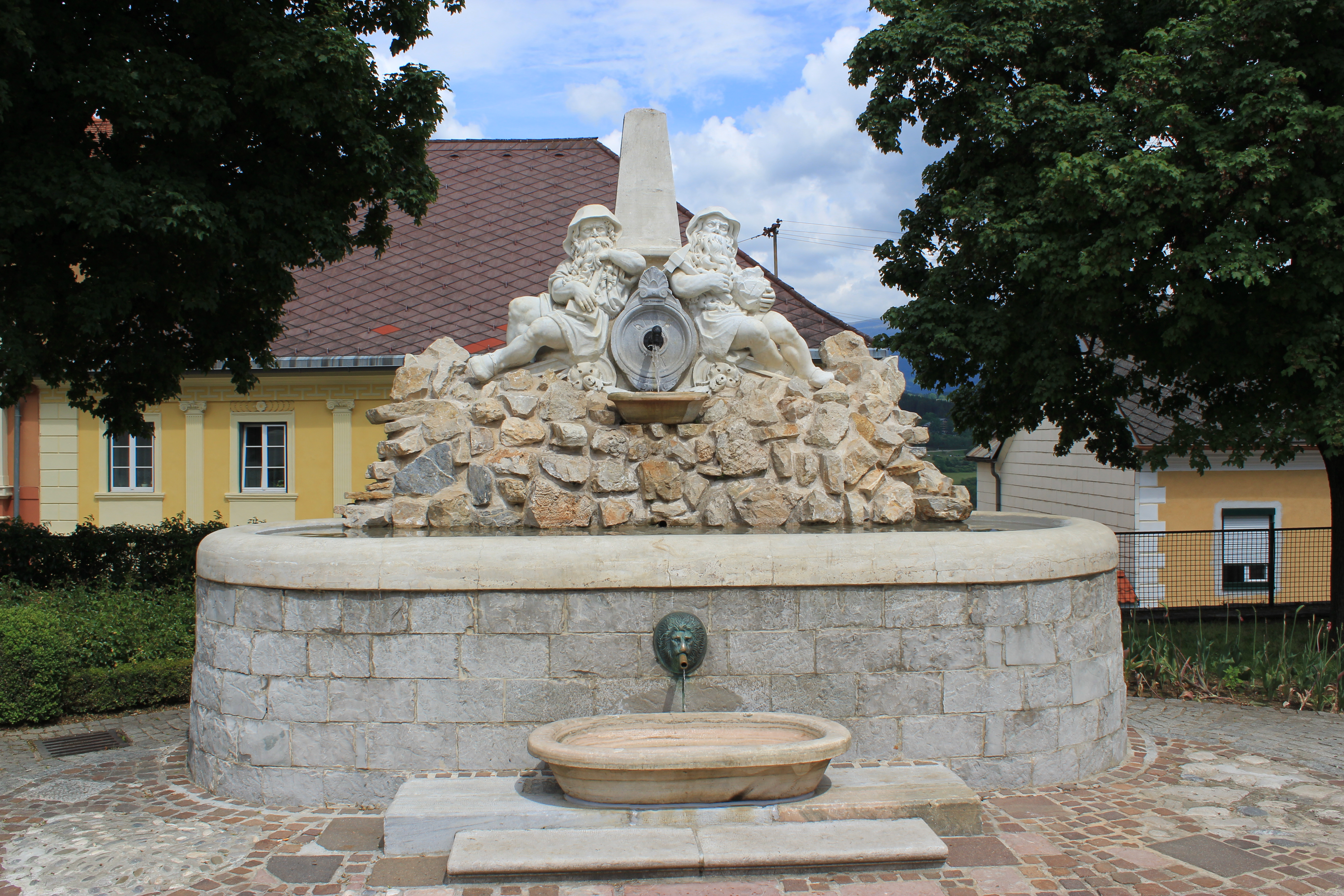
Gnomenbrunnen in Althofen (Juni 2011)

Der Gnomenbrunnen ist ein 1901 fertiggestelltes Bauwerk am Salzburgerplatz in Althofen. Seinen Namen erhielt der Brunnen aufgrund zweier Gnomenstatuen, die sein Erscheinungsbild beherrschen.

## Geschichte
Auf Initiative von Anna Grobecker, geplant und ausgeführt vom Ingenieur und Baumeister Otto Le Gros, wurde der Brunnen zwischen Oktober 1900 bis Juli 1901 errichtet. Die das Aussehen des Brunnens dominierenden Gnomen als Symbol des Bergbaues sollten an die ehemalige Bedeutung des Eisenhandels und der eisenverarbeitenden Industrie für Althofen erinnern.
1961 wurde der Brunnen abgerissen, 1993 wieder errichtet, 2022 mit einem kleinen Wasserfall erweitert.

## Baubeschreibung
Auf einem massiven Unterbau ruhen ein steinernes Wasserbassin und eine Felsimitation mit aufgesetzten Pyramidenstumpf, vor dem zwei Gnomen an einem Schild mit der Inschrift „Glück auf“ lehnen.
Die Gnomenfiguren wurden 1875 von Emil Schrödl nach einem Entwurf von Josef Messner geschaffen.